# 1978-as labdarúgó-világbajnokság-selejtező (UEFA – 1. csoport)
Az 1978-as labdarúgó-világbajnokság európai 1. selejtezőcsoportjának mérkőzéseit, és a csoport végeredményét tartalmazó lapja. A csoportban körmérkőzéses, oda-visszavágós rendszerben játszottak egymással a labdarúgó-válogatottak. A selejtezőket 1976. május 23. és 1977. november 16. között rendezték. A csoport győztese automatikus résztvevője lett az 1978-as labdarúgó-világbajnokságnak.
A csoportban Ciprus, Dánia, Lengyelország és Portugália szerepelt.
Lengyelország jutott ki az 1978-as világbajnokságra.

## Tabella
| Hely. | Csapat        | M | Gy | D | V | G+ | G– | Gk  | P  | Továbbjutás                          |     | Lengyelország | Portugália | Dánia | Ciprusi Köztársaság |
| ----- | ------------- | - | -- | - | - | -- | -- | --- | -- | ------------------------------------ | --- | ------------- | ---------- | ----- | ------------------- |
| 1.    | Lengyelország | 6 | 5  | 1 | 0 | 17 | 4  | +13 | 11 | Kijutott az 1978-as világbajnokságra |     | —             | 1–1        | 4–1   | 5–0                 |
| 2.    | Portugália    | 6 | 4  | 1 | 1 | 12 | 6  | +6  | 9  |                                      |     | 0–2           | —          | 1–0   | 4–0                 |
| 3.    | Dánia         | 6 | 2  | 0 | 4 | 14 | 12 | +2  | 4  |                                      | 1–2 | 2–4           | —          | 5–0   |                     |
| 4.    | Ciprus        | 6 | 0  | 0 | 6 | 3  | 24 | −21 | 0  |                                      | 1–3 | 1–2           | 1–5        | —     |                     |

## Mérkőzések
| 1976. május 23. |

| Ciprus     | 1 – 5       | Dánia                                                      |
| ---------- | ----------- | ---------------------------------------------------------- |
| Mihael 10' | Jegyzőkönyv | Simonsen 14' Tune-Hansen 19' Rasmussen 21' Bastrup 51' 76' |

| Cirio Stadion, Limassol Játékvezető: Nikola Dudin (bolgár) |

| 1976. október 16. |

| Portugália | 0 – 2       | Lengyelország |
| ---------- | ----------- | ------------- |
|            | Jegyzőkönyv | Lato 49' 77'  |

| Estádio das Antas, Porto Játékvezető: Michel Kitabdjian (francia) |

| 1976. október 27. |

| Dánia                                                                               | 5 – 0       | Ciprus |
| ----------------------------------------------------------------------------------- | ----------- | ------ |
| B. Nielsen 54' H.M. Jensen 60' (11-esből) 64' Røntved 68' (11-esből) Kristensen 75' | Jegyzőkönyv |        |

| Idrætsparken Stadion, Koppenhága Játékvezető: Jacques Colling (luxemburgi) |

| 1976. október 31. |

| Lengyelország                                                 | 5 – 0       | Ciprus |
| ------------------------------------------------------------- | ----------- | ------ |
| Deyna 24' (11-esből) 40' Szarmach 25' Boniek 58' Terlecki 76' | Jegyzőkönyv |        |

| Stadion Dziesięciolecia, Varsó Játékvezető: Müncz György (magyar) |

| 1976. november 17. |

| Portugália       | 1 – 0       | Dánia |
| ---------------- | ----------- | ----- |
| M. Fernandes 69' | Jegyzőkönyv |       |

| Estádio da Luz, Lisszabon Játékvezető: Abd el-Káder Aújszi (algériai) |

| 1976. december 5. |

| Ciprus                   | 1 – 2       | Portugália           |
| ------------------------ | ----------- | -------------------- |
| Sztiliánu 74' (11-esből) | Jegyzőkönyv | Chalana 36' Nené 76' |

| Cirio Stadion, Limassol Játékvezető: Constantin Ghita (román) |

| 1977. május 1. |

| Dánia        | 1 – 2       | Lengyelország   |
| ------------ | ----------- | --------------- |
| Simonsen 50' | Jegyzőkönyv | Lubański 7' 55' |

| Idrætsparken Stadion, Koppenhága Játékvezető: Anders Mattsson (finn) |

| 1977. május 15. |

| Ciprus      | 1 – 3       | Lengyelország                   |
| ----------- | ----------- | ------------------------------- |
| Antoníu 13' | Jegyzőkönyv | Lato 26' Terlecki 40' Mazur 82' |

| Cirio Stadion, Limassol Játékvezető: Menáhém Askenází (izraeli) |

| 1977. szeptember 21. |

| Lengyelország                                 | 4 – 1       | Dánia                  |
| --------------------------------------------- | ----------- | ---------------------- |
| Masztaler 27' Lato 38' Deyna 62' Szarmach 81' | Jegyzőkönyv | Nygaard 66' (11-esből) |

| Sziléziai Stadion, Chorzów Játékvezető: Nicolae Rainea (román) |

| 1977. október 9. |

| Dánia                                | 2 – 4       | Portugália                                       |
| ------------------------------------ | ----------- | ------------------------------------------------ |
| Røntved 45' (11-esből) A. Hansen 88' | Jegyzőkönyv | Jordão 15' Nené 35' M. Fernandes 61' Machado 79' |

| Idrætsparken Stadion, Koppenhága Játékvezető: Azim Zade (szovjet) |

| 1977. október 29. |

| Lengyelország | 1 – 1       | Portugália       |
| ------------- | ----------- | ---------------- |
| Deyna 36'     | Jegyzőkönyv | M. Fernandes 61' |

| Sziléziai Stadion, Chorzów Játékvezető: Walter Eschweiler (nyugatnémet) |

| 1977. november 16. |

| Portugália                                         | 4 – 0       | Ciprus |
| -------------------------------------------------- | ----------- | ------ |
| Seninho 11' Chalana 35' Vital 58' M. Fernandes 71' | Jegyzőkönyv |        |

| São Luís Stadion, Faro Játékvezető: Michal Jursa (csehszlovák) |

## Góllövőlista
|  |  |